# Changing
Changing ist ein Lied des britischen Produzentenduos Sigma aus dem Jahr 2014, in Zusammenarbeit mit der britischen Sängerin Paloma Faith.

## Entstehung und Veröffentlichung
Geschrieben wurde das Lied gemeinsam von Ella Eyre, Wayne Hector sowie dem Produzententrio TMS (bestehend aus Tom Barnes, Pete Kelleher und Ben Kohn). Letztere zeichneten darüber hinaus auch, zusammen mit den Sigma-Mitgliedern Cameron Edwards und Joe Lenzie, für die Produktion verantwortlich.
Die Erstveröffentlichung von Changing erfolgte als Single am 14. September 2014 bei 3 Beat Productions. Diese erschien als digitaler Einzeltrack zum Download. Einen Tag später erschien eine Remix-EP mit sieben verschiedenen Remixen des Liedes. Am 3. Dezember 2015 erschien das Lied als Teil von Life (Katalognummer: 541503CD), dem Debütalbum von Sigma. Eine neu arrangierte Version von Changing findet sich auch auf Paloma Faiths drittem Studioalbum A Perfect Contradiction in der Outsiders’ Edition (Katalognummer: RCA 88843095382).

## Inhalt und Stil
Changing handelt von dem Wunsch der Sängerin nach Veränderung, nachdem sie zu lange in der gleichen Stadt gelebt hat, unter Umständen, die ihr nicht gut tun. So heißt es im Refrain: „Everything is changing and I've been here for too long, going through the same things. I've been hurting too long, got to move on.“ (übersetzt: „Alles verändert sich und ich bin schon viel zu lange hier, mache die gleichen Dinge durch. Ich bin zu lange verletzt worden, muss weiterziehen.“). Der Song besteht aus zwei Strophen, jeweils gefolgt vom Refrain und einer Hookline, sowie einem abschließenden Outro.
Es handelt sich um einen Titel aus dem Bereich des Drum and Bass, mit 175 Schlägen pro Minute. Das Stück enthält aber auch Elemente von Klassik (Streicher), Gospel und Soul. Ein Redakteur von drumandbass.de urteilte, Changing klinge „wie eine 70er Soul-Hymne im Drum & Bass Gewand“.

## Musikvideo
Das Musikvideo zu Changing entstand unter der Regie von Craig Moore, einem Mitarbeiter des Londoner Produktionsunternehmens Familia. Es zeigt Paloma Faith, die in einem 1959er Chevy Impala durch die Straßen von Little Havana (Miami) gefahren wird und dort verschiedene Einheimische in Alltagsszenen beobachtet. Zum Schluss trifft sie auf Cameron Edwards und Joe Lenzie von Sigma.

## Rezeption
Seit 2017 ist das Lied Titelsong der deutschen Vodafone Giga-Bit Werbung.

## Kommerzieller Erfolg

### Chartplatzierungen
Changing avancierte zum Nummer-eins-Hit im Vereinigten Königreich, wo es sich eine Woche hielt. Während es für Sigma nach Nobody to Love der zweite Nummer-eins-Hit ist, erreichte Paloma Faith erstmals die Chartspitze in Großbritannien. Darüber hinaus erreichte die Single Top-10-Platzierungen in Belgien-Flandern (Rang 4) und Neuseeland (Rang 9).
| ChartsChartplatzierungen     | Höchstplatzierung | Wochen |
| ---------------------------- | ----------------- | ------ |
| Deutschland (GfK)            | 87 (5 Wo.)        | 5      |
| Österreich (Ö3)              | 32 (8 Wo.)        | 8      |
| Vereinigtes Königreich (OCC) | 1 (34 Wo.)        | 34     |

| ChartsJahrescharts (2014)    | Platzierung |
| ---------------------------- | ----------- |
| Vereinigtes Königreich (OCC) | 34          |

### Auszeichnungen für Musikverkäufe
| Land/Region                  | Auszeichnungen für Musikverkäufe (Land/Region, Auszeichnung, Verkäufe) | Verkäufe  |
| ---------------------------- | ---------------------------------------------------------------------- | --------- |
| Australien (ARIA)            | Gold                                                                   | 35.000    |
| Neuseeland (RMNZ)            | Platin                                                                 | 30.000    |
| Vereinigtes Königreich (BPI) | 2× Platin                                                              | 1.200.000 |
| Insgesamt                    | 1× Gold · 3× Platin ·                                                  | 1.265.000 |